# Augusto César Sandino
Augusto Nicolás Calderón Sandino, meglio conosciuto come Augusto César Sandino (Niquinohomo, 18 maggio 1895 – Managua, 21 febbraio 1934), è stato un rivoluzionario nicaraguense, nonché uno dei protagonisti della resistenza rivoluzionaria alla presenza militare statunitense in Nicaragua tra il 1927 e il 1933.
Fu uno dei precursori della guerriglia contro gli eserciti in età contemporanea. Dopo la ritirata delle forze armate statunitensi, affrontò la ferrea opposizione del generale Anastasio Somoza García, capo della Guardia Nacional, il nuovo dittatore del paese. Fu ucciso insieme a suo fratello da membri della Guardia Nacional il 21 febbraio 1934 a Managua.
La sua eredità storica e culturale ha influenzato negli anni sessanta la nascita del Sandinismo, ideologia che ha ispirato la fondazione del Fronte Sandinista di Liberazione Nazionale in opposizione al regime dittatoriale di Anastasio Somoza Debayle.

## Biografia

### Primi anni
Augusto Nicolás Calderón Sandino nacque nella città di Niquinohomo, figlio illegittimo di Gregorio Sandino, un ricco coltivatore di caffè e di Margarita Calderón, un'impiegata della piantagione del padre. All'età di 9 anni fu abbandonato dalla madre e andò a vivere con la nonna materna. Più tardi andò a vivere con la famiglia del padre, dove era costretto a lavorare per potersi guadagnare da vivere.
Nel luglio 1912, all'età di 17 anni, assiste al sanguinoso intervento delle truppe statunitensi in Nicaragua che repressero una rivolta contro il Presidente Adolfo Díaz, da loro appoggiato. Il generale liberale Benjamin Zeledon morì il 4 ottobre dello stesso anno difendendo le colline Coyotepe e La Barranca situate strategicamente all'entrata della città di Masaya. Il giovane Sandino rimane impressionato dall'immagine del patriota, il cui cadavere era portato in un carro dai marines per essere sepolto nella città di Catarina.

### Uscita dal Nicaragua

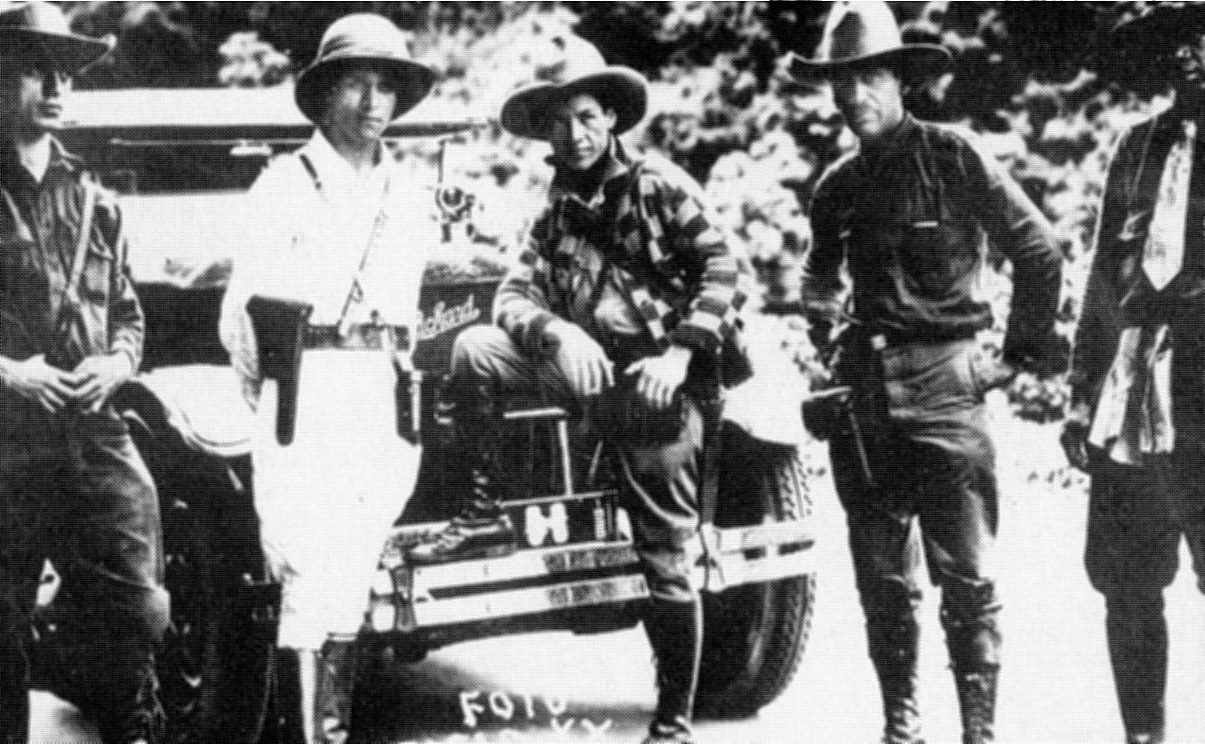
Sandino (al centro) in direzione del Messico.

Nel 1921 ferì con un colpo di pistola Dagoberto Rivas, figlio d'un simpatizzante conservatore del paese, a causa di alcuni commenti di Dagoberto su sua madre. Fuggendo dalla legge e da una possibile vendetta della famiglia di Dagoberto, Sandino viaggia per la costa atlantica del Nicaragua, e più tardi dell'Honduras, impiegato in una fabbrica di trasformazione dello zucchero. Nel 1923 viaggia fino al Guatemala, dove lavora nelle piantagioni dell'United Fruit, e finalmente giunge a Colle Azzurro (che si trova nella città messicana di Veracruz) dove lavora come impiegato in un'impresa petrolifera.
Durante il suo soggiorno in Messico comincia a prendere parte a diversi gruppi organizzati d'antimperialisti, anarchici e di comunisti rivoluzionari. Perciò riceve una notevole influenza dall'anarco-sindacalismo messicano. Sandino si converte dunque a difensore della nazionalizzazione e soprattutto dell'antimperialismo, particolarmente della resistenza nicaguarense all'occupazione americana, attuata in quegli anni soprattutto per le incessanti richieste di poter costruire un canale di collegamento fra l'Atlantico e il Pacifico (I lavori per la realizzazione del Canale di Panama iniziarono nel 1907 per terminare nel 1914).

### Inizio della lotta armata
Sandino torna in Nicaragua il 10 giugno 1926. Si dirige dapprima verso il suo paese natale con l'intenzione di iniziare delle trattative, ma verrà ostacolato da Dagoberto Rivas, divenuto nel frattempo il sindaco di Niquinohomo. Sandino sarà quindi costretto ad abbandonare nuovamente il suo paese per dirigersi verso il nord, verso Las Segovias.
In questo contesto il dirigente conservatore Emiliano Chamorro dà inizio ad un golpe contro il presidente Carlos Solorzano (partito conservatore), che lascia il potere al vicepresidente costituzionale Juan Batista Sacasa (partito liberale). Chamorro obbliga Sacasa a dimettersi e prende il potere. A loro volta gli USA non lo riconoscono come legittimo e lo sostituiscono con Adolfo Díaz. I liberali non accettano la violazione costituzionale dei conservatori e degli USA e danno inizio ad una nuova guerra chiamata la “guerra costituzionalista”, vogliono il ritorno di Sacasa al potere e usano come base Puerto Cabezas.
Visto che il Presidente è in pericolo e con il pretesto di proteggere “le vite e le proprietà degli statunitensi” la Marina Americana prende il controllo delle coste, dichiarando zone neutrali alcuni punti strategici d'importanza fondamentale per le forze governative (se i liberali le avessero attaccate gli USA avrebbero dichiarato guerra). Il caso più importante sarà la dichiarazione di Puerto Cabezas, la capitale dei liberali, come zona neutrale: i marines catturarono Sacasa e lo obbligarono ad uscire dalla zona.
In questa situazione Sandino entra a far parte delle truppe liberali. In un primo momento si mette in contatto con il capo dei liberali José María Moncada, però questi, geloso di Sandino, gli nega le armi. Quindi Sandino e i suoi uomini, aiutati dalle prostitute di Puerto Cabezas, raccolgono dall'acqua un buon lotto d'armi e munizioni che sono state rubate a Sacasa (i marines-come erroneamente vengono chiamati i soldati Usa di qualunque Forza Armata- non le distrussero, si limitarono a buttarle in mare). Fatto ciò riprendono il viaggio a Las Segovias (il suo centro operativo) viaggiando in piroga per le acque agitate del Rio Coco.
Nei primi combattimenti Sandino è sconfitto; istruito in tattiche di guerriglia decide quindi di cominciare a metterle in pratica. Questo lo portò ad una serie di successi sui conservatori, e quindi la sua colonna chiamata la “colonna segoviana” iniziò a contare nelle sue file 800 uomini di cavalleria. In parte grazie ai successi di Sandino, le truppe liberali iniziano a prendere iniziative nella guerra e iniziarono l'avanzata verso il Pacifico. Vedendo l'intervento diretto degli USA contro i liberali come un pericolo imminente il capo José Maria Moncada decide di patteggiare.
Gli statunitensi inviano un rappresentante, Henry L. Stimson, (in seguito diventato il Segretario di Stato del presidente Herbert Hoover) e Moncada, che già aveva controllo sulla gran parte del paese, si arrende alle porte di Managua. Accetta la continuità del governo conservatore fino alle elezioni del 1928, nelle quali Moncada sarà candidato liberale. Sandino non accetta il patto e si ritira a El Chipote dove risiederà la sua base principale.
Durante questa fase della guerra Sandino si sposa a San Rafael del Norte con la telegrafista del paese, Blanca Arauz, che aveva 14 anni meno di lui. Da questo matrimonio nascerà nel 1932 l'unica figlia di Sandino: Blanca Segovia, morta il 22 dicembre 2022. Sua madre spirò poco dopo averla data alla luce per complicazioni durante il parto.

### La guerra di Sandino contro l'occupazione statunitense

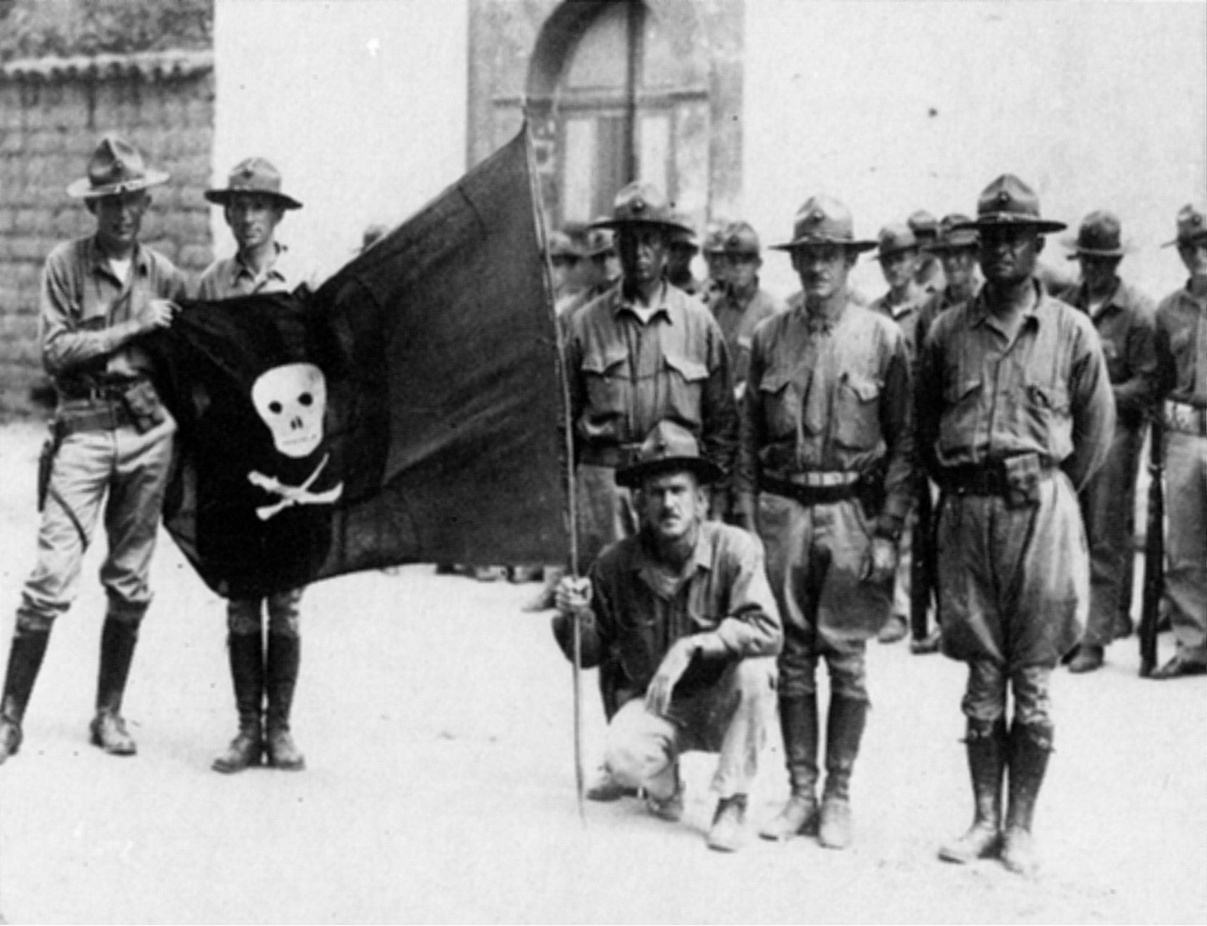
Marines con una bandiera sottratta ai sandinisti.

Il 2 settembre 1927 Sandino, per mezzo di un manifesto, diede una svolta alla sua lotta: non si tratta più di una guerra civile, bensì di una lotta tra patrioti e invasori; infatti tanto i conservatori quanto i liberali avevano ostacolato l'intervento dei marines nordamericani. Con un pugno di non più di 30 uomini e con l'appoggio di alcune contadine si muovono verso le montagne del Nicaragua per lottare contro l'intervento dei marines.
Poco a poco Sandino incrementò il suo esercito fino ad arrivare a circa 6000 uomini, comprendente molti volontari provenienti da altri Paesi americani, che formavano un fronte chiamato Esercito difensore della sovranità nazionale, ciò è dovuto in parte alle violenze che i marines commettevano contro la popolazione locale, come ad esempio atti di violenza nei confronti delle contadine dei luoghi che occupavano e in parte all'ideale di resistenza alle invasioni e alle ingerenze statunitensi.
Anche se perse alcuni combattimenti (come il combattimento di El Chipote che lo obbligò a lasciare il suo quartier generale), Sandino infliggeva sanguinose sconfitte ai militari americani che incontrava, visto che questi non erano abituati ad avanzare nella fitta foresta tropicale. Una delle più memorabili battaglie fu quella di El Bramadero (1929) dove le truppe di Sandino sconfissero clamorosamente i marines, utilizzando tra l'altro terribili machetes, armi bianche capaci di decapitare un uomo in un colpo solo.
Da questo momento i marines, che chiamavano banditi i sandinisti, iniziano a chiamarli guerriglieri. Un altro memorabile combattimento fu quello di Ocotal, dove Sandino, dopo aver preso quasi tutto il paese e aver obbligato i marines a trincerarsi nell'isolato centrale, lo saccheggiò. I marines si videro costretti ad usare l'aviazione per rompere l'assedio. Sandino si ritirò senza problemi mentre Ocotal subì il primo bombardamento aereo della storia dell'America centrale.

### Formazione della guardia nazionale
Gli ufficiali statunitensi notarono che i marines non riuscivano a sconfiggere la guerriglia, decisero di ricorrere alla tattica di mettere le diverse etnie native l'una contro l'altra. Per questo diedero inizio alla formazione del nuovo esercito nicaraguense, addestrato, equipaggiato e finanziato dagli USA: era la cosiddetta Guardia Nazionale del Nicaragua (Guardia Nacional de Nicaragua). Sebbene la formazione del nuovo esercito significò un aumento nelle truppe che combattevano Sandino, non ebbe una particolare influenza nel corso della guerra.
Lontani da loro, i sandinisti estesero le loro zone di operazione più in là di Las Segovias arrivando fino a Jinoteca, Matagalpa, Chontales, Boaco, Chinandega Leon, la costa caraibica e includendo Managua, la capitale. Le proprietà statunitensi furono distrutte dai sandinisti (anche se non si liberarono dalle piantagioni United Fruit), e i collaborazionisti erano sommariamente giustiziati perché considerati da Sandino “traditori della patria”.

### La ritirata statunitense
Negli USA Franklin Delano Roosevelt arriva al potere. Obbligato dai problemi della grande depressione, proclama "la politica di buon vicinato", che prevede la ritirata delle truppe USA dai paesi caraibici, Nicaragua compreso. Tuttavia, già da qualche tempo i militari americani preparavano la loro ritirata e progressivamente smisero di partecipare ai combattimenti. Il 1º gennaio 1933 le forze statunitensi abbandonarono ufficialmente il territorio del Nicaragua, senza essere riusciti a catturare o uccidere Sandino.

### La pace
Una volta ritiratosi l'esercito statunitense, Sandino propone al nuovo presidente liberale Juan Batista Sacasa una proposta di pace, che viene accettata. Il 2 febbraio 1933 termina ufficialmente la guerra; l'esercito di Sandino è ufficialmente disarmato. La "Guardia Nacional", che non è ancora un'autorità militare ufficialmente riconosciuta dalla costituzione, è incaricata della sicurezza nel paese, il che provoca abusi da parte dei militari sui vecchi nemici sandinisti.
Sandino effettua dei viaggi a Managua per far notare il mancato compimento degli accordi da parte della "Guardia Nacional". In questo periodo il capo della Guardia Anastasio Somoza, desideroso di prendere il potere, decide che per poter conseguire i suoi obbiettivi deve uccidere Sandino.

### L'assassinio
Il 21 febbraio 1934 Sandino è in compagnia di suo padre, Gregorio, dello scrittore Sofonias Salvatierra (ministro dell'Agricoltura) e dei generali Estrada e Umanzor per prendere parte ad una cena a La Loma (palazzo Presidenziale), invitati da Sacasa. All'uscita dal palazzo la macchina nella quale viaggiavano fu fermata a lato di Campo de Marte, in un punto ubicato a sud della Stampa Nazionale (dove si stampa il giornale ufficiale La Gaeta.) La guardia che comandava il drappello che li fermò era un maggiore degradato, un tale Delgadillo, che li condusse al carcere El Hormiguero (distrutto da un terremoto che nel 1972 rase al suolo Managua).
I detenuti volevano parlare con Somoza, però gli fu detto che non sapevano dove si trovasse. D'altro canto la figlia di Sacasa avvertì il padre del pericolo, e cercò di contattare l'ambasciata statunitense per evitare l'assassinio. Sandino, Estrada e Umanzon furono portati su di un monte chiamato La Calavera e lì, al segnale di Degadillo, il drappello che custodiva i prigionieri aprì il fuoco freddando i 3 generali. La stessa notte il fratellastro minore di Sandino, Socrate muore ucciso dalla Guardia Nazionale. Il giorno dopo la "Guardia Nacional" distrusse la cooperativa che Sandino aveva fondato nel paese di Wiwilì, uccidendo i lavoratori.
Molte persone attribuiscono a Sandino idee di sinistra (più o meno radicali) soprattutto per le sue relazioni con il comunista salvadoregno Farabundo Martí o con i suoi contatti con altri movimenti e partiti sudamericani. Definire oggi a quale corrente ideologica appartenesse Sandino è abbastanza complesso. È certo che el General si formò nella rivoluzione liberale (in contrapposizione al conservatorismo di Moncada), assorbendo gli ideali delle correnti più progressiste inneggianti alla giustizia sociale, all'autodeterminazione, alla libertà dal potere imperialista statunitense. Sandino non propagandò mai la teoria marxista-leninista.
Secondo molti studiosi dei processi storici latino-americani, Sandino, non incarnò tanto il leader politico imbevuto di una ideologia di un determinato colore, e anzi il suo limite fu proprio la mancanza di un progetto di rifondazione della società su basi nuove, quanto il capo ancestrale, difensore dell'etnia locale, della lingua locale, degli usi, costumi e tradizioni locali, e per questo motivo si garantì soprattutto l'appoggio delle masse rurali.